# Andenne Bears
Stade
Maillots
Champion Division 2 en 2015
Le Andenne Bears est un club sportif de football américain lequel est basé à Andenne en Belgique. Il est le seul club de football américain de la province de Namur. 
En 2019, l'équipe Senior évolue en 2e division nationale belge regroupant huit équipes (4 de la ligue francophone et 4 de la ligue flamande). Le club est membre de la Ligue Francophone de football américain (LFFA).

## Histoire
Le club des Grizzly d'Andenne est créé par deux anciens joueurs des Red Roosters de Liège en mai 2002. Il perdure jusqu'en 2006 sous cette domination mais à la suite d'un changement de staff, le club est renommé les Bears d'Andenne. Un nouveau comité se met en place en 2013. Outre une équipe senior évoluant en division 2 nationale, le club possède une équipe de jeunes U19 (15 -19 ans), une équipe de flag football et des cheerleaders. 

## Encadrement
- 2019 :
  - Entraîneurs des seniors : Grégory Boll, Mathieu Luyten, Nicolas Piret et Denis Lyck[4]
  - Entraîneurs des juniors : Xavier Gilet, Nicolas Matagne, Jason Ghislain et Gil Fontaine[4]
- 2020 :
  - Entraîneurs des seniors : Grégory Boll, Gil Fontaine, Joseph Mavor
  - Entraîneurs des juniors : David Spôte, Ghislain Jason, Didier Smeyers, Florian Gilles
  - 2024 :
    - Entraineurs des seniors : Mathieu Luyten , Nicolas Matagne

## Comité 2019
- Président : Didier Smeyers[4]
- Vice-Président : Raphaël Hucorne[4]
- Secrétaire : Marine Hensenne[4]
- Trésorier : Aurély Billiard[4]
- Administrateur : Loris Chavée[4]
- Responsable communication : Mathieu Luyten[4]

## Localisation
| Andenne |

## Terrain
Les Bears d'Andenne évoluent à l'Andenne Arena, un des seuls stades de Belgique pourvu d'un terrain synthétique munis du marquage officiel de football américain.[réf. nécessaire]

## Palmarès
| Saison    | Division                                                | Résultat                                                | Remarque                                                       |
| --------- | ------------------------------------------------------- | ------------------------------------------------------- | -------------------------------------------------------------- |
| 2019      | National 2                                              | 4e                                                      | Division composée de 8 équipes (4 francophones et 4 flamandes) |
| 2018      | Division 2 LFFA                                         | 3e                                                      | Division composée de 3 équipes                                 |
| 2017      | Division 2 LFFA                                         | 2e                                                      | Participation au Regional Bowl                                 |
| 2016      | Division 2 LFFA                                         | 2e                                                      | Participation au Regional Bowl                                 |
| 2015      | Division 2 LFFA                                         | 1er                                                     | Le club ne monte pas en D1 malgré le titre de champion         |
| 2014      | Année de transition, le club ne joue pas en championnat | Année de transition, le club ne joue pas en championnat |                                                                |
| 2013      | Division 1 LFFA                                         | 1er                                                     | Victoire au tournoi “American Festival” de Lincent             |
| 2002-2012 | Données non disponibles                                 | Données non disponibles                                 | Données non disponibles                                        |